# Museo diocesano (Pistoia)
Il Museo diocesano di Pistoia, inaugurato nel 1968, in alcuni ambienti del palazzo vescovile, dal 1990 è stato trasferito nel palazzo Rospigliosi, dove ha sede il Museo Clemente Rospigliosi.

## Percorso espositivo e opere
L'itinerario espositivo del Museo si sviluppa lungo otto sale, che presentano opere d'arte e supplettile liturgica proveniente dal territorio diocesano. Di particolare interesse:
- croci astili umbro-toscane (XII-XIII secolo), in bronzo dorato, provenienti dalla chiesa di San Pietro ad Albano e dalla chiesa di San Michele in Cioncio;
- croce (seconda metà del XIII secolo), in bronzo con tracce di smalti, di bottega legata alla produzione di Limoges, proveniente dalla chiesa di San Michele a Baggio;
- croce processionale (1370-1380), in argento, attribuibile all'orafo Pietro d'Arrigo Tedesco, proveniente dalla chiesa di Santa Maria e San Biagio a Piuvica;
- scrigno (inizio del XIV secolo), in rame dorato, decorato da smalti, opera di bottega senese, proveniente dalla chiesa di Santo Stefano a Serravalle Pistoiese;
- turiboli e calici (XIV-XV secolo), in bronzo e rame dorato;
- Madonna in trono (prima metà del XIV secolo), tavola, di anonimo pittore pistoiese, proveniente dalla chiesa di Santa Maria a Faltognano;
- cofanetto con figure a rilievo (prima metà del XIV secolo), in avorio e legno, realizzato dalla bottega degli Embriachi, proveniente dalla chiesa di Sant'Ilario alle Piastre: costruito per uso profano fu successivamente adattato per contenere gli oli santi;
- Maria Vergine orante (1460-1470), terracotta dipinta, attribuita alla bottega di Matteo Civitali;
- San Rocco (XVI secolo), terracotta dipinta, di bottega robbiana;
- Sacra conversazione con san Giorgio e san Donnino (1503), di Bernardino del Signoraccio;
- stendardo processionale (prima metà del XVI secolo) con la Madonna dell'Umiltà sul recto, opera attribuita al Sollazzino, e con San Giuseppe sul verso, attribuito allo Scalabrino;
- Madonna col Bambino e San Giovannino, attribuito a Carlo Portelli e proveniente dalla chiesa di San Lorenzo a Montalbiolo.[1]
- due pianete, una rosa e una azzurra (inizio del XVIII secolo), con decorazione a "bizzarre", provenienti dalla chiesa di San Donato a Momigno.